# Обленгур
Обленгур (пол. Oblęgór) — село в Польщі, у гміні Стравчин Келецького повіту Свентокшиського воєводства.
Населення — 894 особи (2011).
У 1975-1998 роках село належало до Келецького воєводства.

## Демографія
Демографічна структура на день 31 березня 2011 року:
|          | Загалом | Допрацездатний вік | Працездатний вік | Постпрацездатний вік |
| -------- | ------- | ------------------ | ---------------- | -------------------- |
| Чоловіки | 449     | 109                | 311              | 29                   |
| Жінки    | 445     | 108                | 258              | 79                   |
| Разом    | 894     | 217                | 569              | 108                  |